# Pálido Ponto Azul

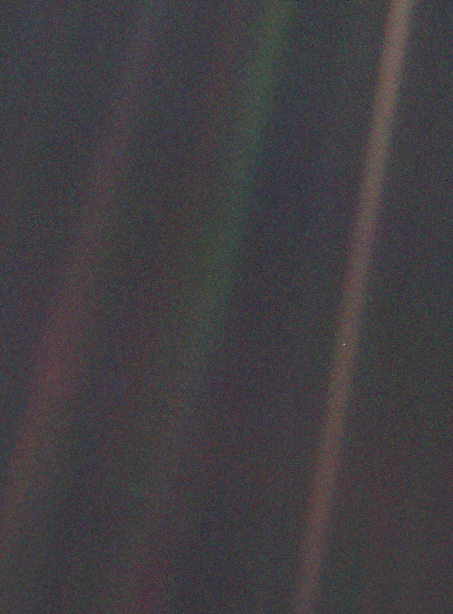
Vista a seis bilhões de quilômetros, a Terra é um minúsculo ponto (a mancha azulada-branca que se encontra aproximadamente no meio da faixa marrom) perdida na vastidão do espaço profundo.

Pálido Ponto Azul (em inglês: Pale Blue Dot) é uma fotografia da Terra tirada em 14 de fevereiro de 1990 pela sonda Voyager 1, de uma distância de seis bilhões de quilômetros (40,5 AU) da Terra, como parte de uma série de imagens do Sistema Solar denominada Retrato de Família.
Nessa fotografia, o tamanho aparente da Terra é menor do que um pixel; o planeta aparece como um pequeno ponto na imensidão do espaço, no meio de um raio solar captado pela lente da câmera.
A Voyager 1, que tinha completado sua missão principal e estava deixando o Sistema Solar, recebeu comandos da NASA para virar sua câmera e tirar uma última fotografia da Terra em meio a vastidão espacial, a pedido do astrônomo e escritor Carl Sagan, autor do livro Pale Blue Dot.

## Contexto
Em setembro de 1977, a NASA lançou a Voyager 1, uma espaçonave robótica de 722 kg com a missão de estudar o Sistema Solar exterior e eventualmente o espaço sideral. Depois do encontro com o Sistema Joviano e da exploração de Saturno em 1980, a missão principal foi declarada completa em novembro do mesmo ano. A Voyager 1 foi a primeira sonda espacial a fornecer imagens detalhadas dos dois maiores planetas do nosso sistema e suas principais luas.

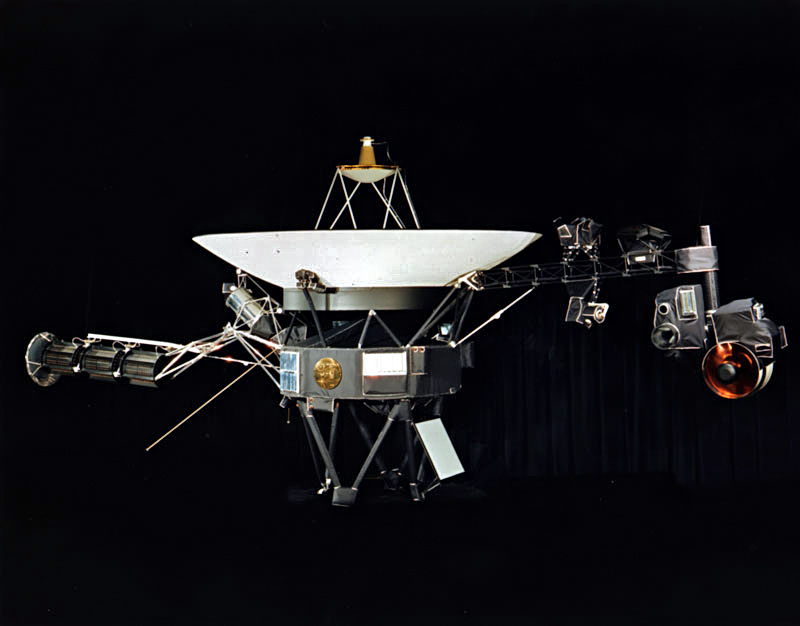
A sonda espacial Voyager 1.

A espaçonave, que continua a viajar a 64 000 km/h, é o objeto feito pelo homem mais distante da Terra e o primeiro a deixar o Sistema Solar. Sua missão foi prolongada e continua até os dias atuais, com o objetivo de investigar os objetos transnetunianos, incluindo o cinturão de Kuiper, a heliosfera e o espaço sideral. Operando por 47 anos, 6 meses e 13 dias em 20 de março de 2025, recebe comandos rotineiros e transmite dados para a Rede de Espaço Profundo.
Inicialmente era esperado que a Voyager 1 funcionasse somente até o encontro com Saturno, porém, quando a sonda espacial passou pelo planeta em 1980, Sagan propôs a ideia de que a espaçonave tirasse uma última foto da Terra. Ele pontuou que tal fotografia não teria muito valor científico, já que a Terra apareceria muito pequena pelas câmeras da Voyager 1 para capturar qualquer detalhe, mas ainda assim seria imprescindível para termos uma perspectiva da nossa localização no universo.
Embora muitos participantes do programa Voyager apoiassem a ideia, existiam dúvidas se tirar uma foto da Terra tão perto do Sol iria causar um dano irreparável no sistema de imagem da sonda. A ideia de Sagan só foi posta em prática em 1989, mas o instrumento de calibração sofreu um atraso, e o pessoal que era encarregado de transmitir rádios comandos para a Voyager 1 acabaram sendo demitidos ou transferidos para outros projetos. Finalmente, o Administrador da Nasa, Richard Truly, tomou providências para assegurar que a foto fosse tirada.

## Câmera
O Subsistema de Imagens Científicas da Voyager 1, atualmente desativado, consiste em duas câmeras: uma contendo uma lente focal de 200 mm e de baixa resolução para ângulos abertos, usada para imagens panorâmicas, e uma de 1 500 mm e de alta resolução para ângulos menores - a que foi usada para um "Pálido Ponto Azul" - com a função de fotografar imagens detalhadas de pontos específicos. Ambas as câmeras eram de tubo e equipadas com oito filtros coloridos.
O desafio da equipe de imagens era que, enquanto a missão progredia, os objetos a serem fotografados ficavam cada vez mais longe da espaçonave, portanto menores e iriam requerer uma fotografia de longa exposição e até mesmo um giro nos equipamentos para adequá-la em um plano horizontal ou vertical, a fim de garantir uma boa qualidade. A capacidade de telecomunicação era comprometida com a distância, limitando o número de dados que poderiam ser usados no sistema de imagens.
Depois de tirar a série de imagens denominadas Retrato de Família, incluindo um "Pálido Ponto Azul", os líderes da missão da NASA ordenaram que desativassem as câmeras da Voyager 1, já que no restante da missão a espaçonave não estava indo para nenhum lugar de relevância fotográfica, enquanto outros instrumentos que iriam coletar dados ainda precisariam de energia para a longa jornada interestelar.

## A fotografia

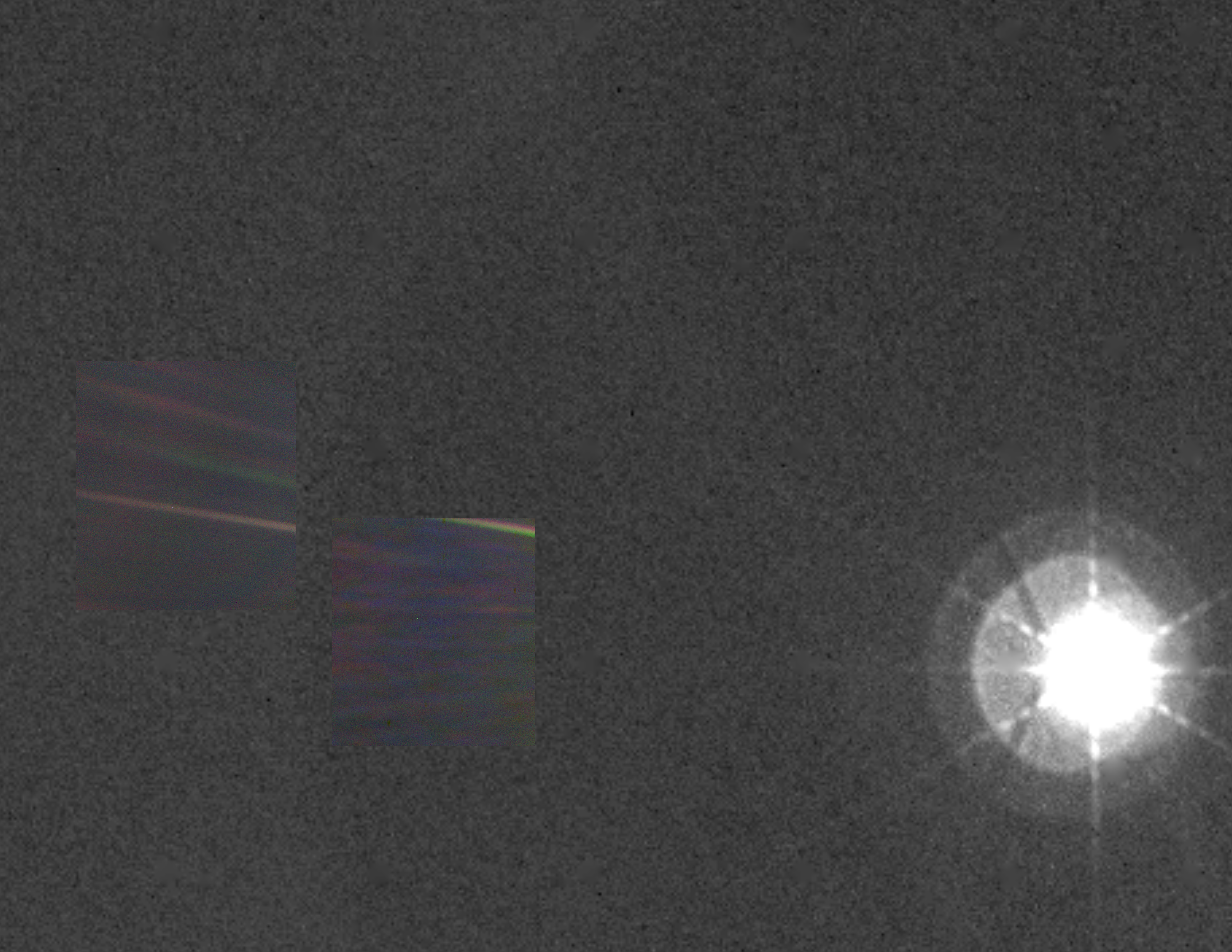
A fotografia da câmera de ângulo aberto expondo o Sol e os planetas menores (não visíveis), com um "Pálido Ponto Azul" sobreposto na esquerda, e Vênus na direita.

O comando sequencial a ser retransmitido para a espaçonave e os cálculos para cada tempo de exposição das fotografias foram desenvolvidos pelas cientistas espaciais Candy Hansen, da Jet Propulsion Laboratory (JPL) da NASA, e Carolyn Porco, da Universidade do Arizona. Depois que o plano de imagem foi tirado em 14 de fevereiro de 1990, os dados da câmera foram inicialmente armazenados em um gravador na própria sonda. A transmissão para a Terra foi também retransmitida para as missões Magellan e Galileo, recebendo prioridade no uso da Rede de Espaço Profundo. Então, entre março e maio de 1990, a Voyager 1 enviou 60 fotogramas para a Terra, com os sinais de rádios viajando na velocidade da luz por quase cinco horas e meia para cobrir a distância.
Três desses fotogramas recebidos mostravam a Terra como um pequeno ponto de luz no espaço vazio. Cada fotograma foi tirado usando diferentes filtros coloridos: azul, verde e violeta, com o tempo de exposição de 0,72, 0,48 e 0,72 segundos, respectivamente. Os três fotogramas foram então combinados para produzir a imagem que seria chamada de "Pálido Ponto Azul".

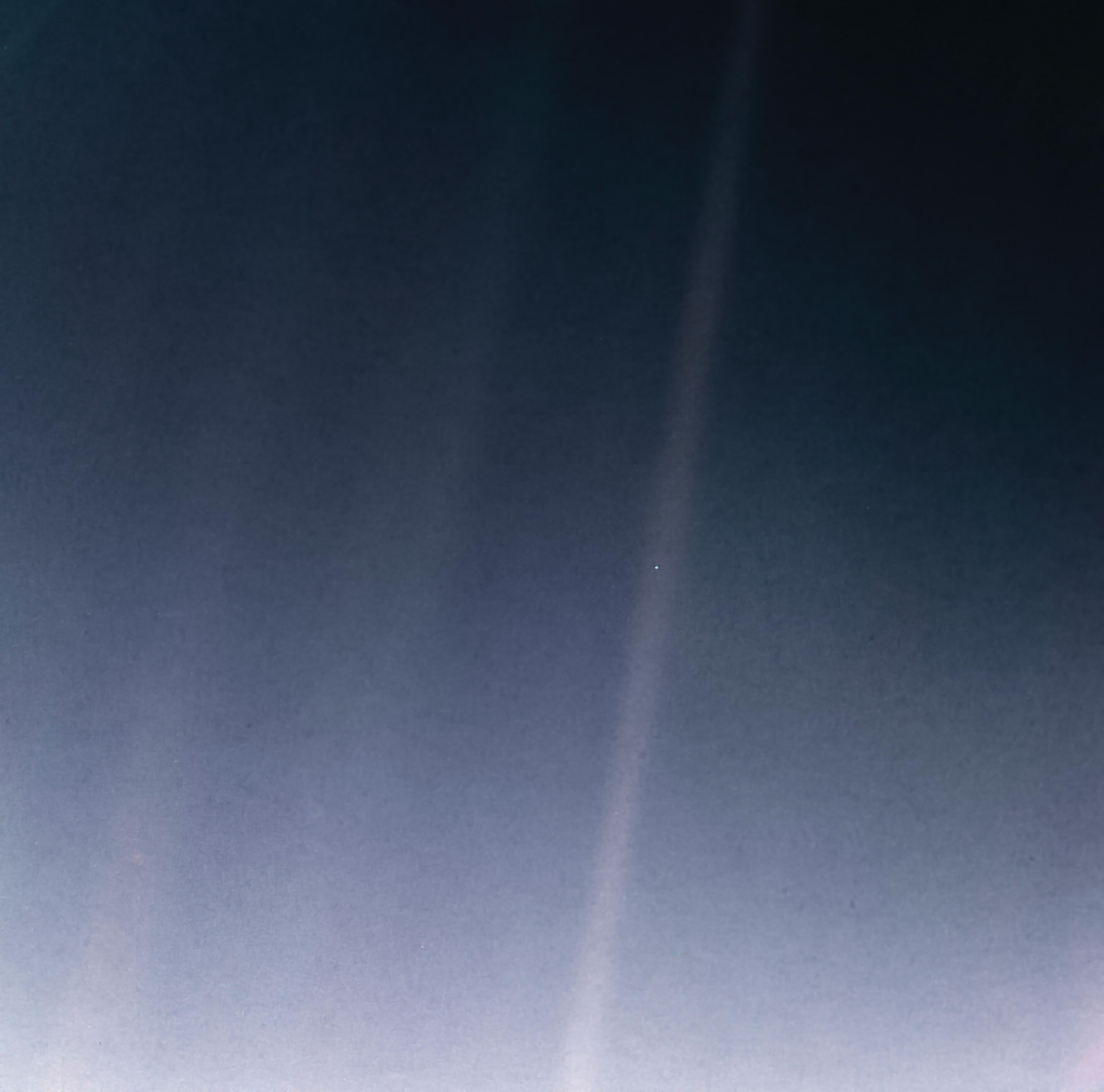
Pálido Ponto Azul republicado pela NASA em 2020 por causa do 30º aniversário da imagem. Usando programas modernos para processamento de imagem, o brilho e as cores foram balanceados para aumentar a nitidez da área contendo a Terra.

Dos 640 000 pixels individuais que formam cada fotograma, o da Terra ocupa menos que um (0,12 pixels, de acordo com a NASA). A faixa de luz que cruza a fotografia é o resultado de uma difração causada pela luz solar, por causa da relativa proximidade entre o Sol e a Terra. O ponto de vista da Voyager 1 era de aproximadamente 32° acima da projeção eclíptica. Observações detalhadas sugerem que a câmera também detectou a Lua, embora esteja muito longe para ser visível sem um método especial.
A cor do pálido ponto azul é resultado da polarização eletromagnética e da difração da luz refletida da Terra. A polarização por sua vez depende de vários fatores, como posição das nuvens, áreas expostas dos oceanos, florestas, desertos, polos gelados, etc.
A Pálido Ponto Azul que foi capturada pela outra câmera, a de ângulo aberto, também foi publicada como parte de uma fotografia mostrando o Sol e a região do espaço contendo a Terra e Vênus. A imagem de ângulo aberto foi inserida em duas fotos de ângulos mais fechados: "Pálido Ponto Azul" e a foto similar de Vênus. A fotografia de ângulo aberto foi tirada com um filtro mais escuro e com a exposição mais curta possível (5 milissegundos), para evitar a saturação dos tubos das câmeras pela difração da luz. Mesmo assim, o resultado foi uma imagem ofuscada com múltiplas refrações na óptica da câmera e o Sol aparecendo muito maior que a atual dimensão do disco solar. Os raios em volta do Sol são um padrão de difração da lâmpada de calibração que é instalada na frente das lentes de ângulo aberto.
Em fevereiro de 2020, em celebração aos 30 anos da foto, A NASA publicou uma versão atualizada da imagem utilizando tecnologias modernas de processamento gráfico.

## Distância

A localização aproximada da Voyager 1 enquanto a fotografia era tirada é mostrada em verde.

De acordo com a ferramenta HORIZON do centro tecnológico Jet Propulsion Laboratory da NASA, as distâncias entre a Voyager 1 e a Terra em 14 de fevereiro de 1990 e 15 de maio de 1990, foram as seguintes:
| Unidade de medida    | 14 de fevereiro de 1990 | 15 de maio de 1990 |
| -------------------- | ----------------------- | ------------------ |
| Unidade astronômicas | 40,472229               | 40,417506          |
| Quilômetros          | 6 054 587 000           | 6 046 400 000      |
| Milhas               | 3 762 146 000           | 3 757 059 000      |

## Reflexão de Carl Sagan

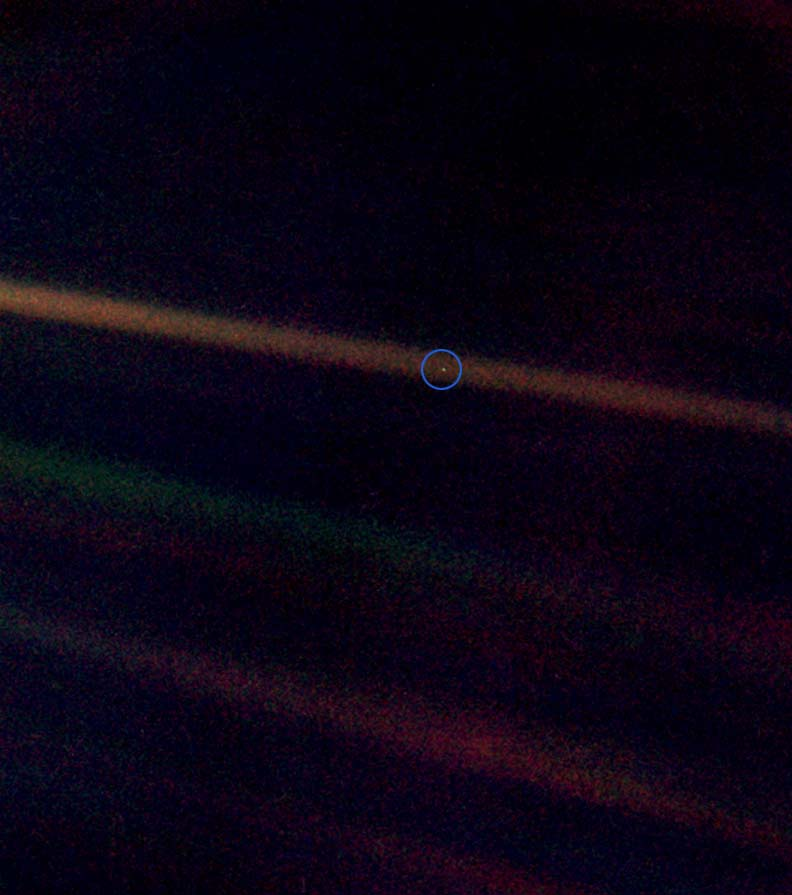
Sagan indicou que nesse ponto, "cada ser humano que já existiu viveu a sua vida".

Durante uma palestra pública na Universidade Cornell em 1994, Carl Sagan apresentou a imagem para a audiência e compartilhou suas reflexões sobre o profundo significado atrás da ideia do "pálido ponto azul":
Olhem de novo esse ponto. É aqui, é a nossa casa, somos nós. Nele, todos a quem ama, todos a quem conhece, qualquer um sobre quem você ouviu falar, cada ser humano que já existiu, viveram as suas vidas. O conjunto da nossa alegria e nosso sofrimento, milhares de religiões, ideologias e doutrinas econômicas confiantes, cada caçador e coletor, cada herói e covarde, cada criador e destruidor da civilização, cada rei e camponês, cada jovem casal de namorados, cada mãe e pai, criança cheia de esperança, inventor e explorador, cada professor de ética, cada político corrupto, cada "superestrela", cada "líder supremo", cada santo e pecador na história da nossa espécie viveu ali - em um grão de pó suspenso num raio de sol.
A Terra é um cenário muito pequeno numa vasta arena cósmica. Pense nos rios de sangue derramados por todos aqueles generais e imperadores, para que, na sua glória e triunfo, pudessem ser senhores momentâneos de uma fração de um ponto. Pense nas crueldades sem fim infligidas pelos moradores de um canto deste pixel aos praticamente indistinguíveis moradores de algum outro canto, quão frequentes seus desentendimentos, quão ávidos de matar uns aos outros, quão veementes os seus ódios.
As nossas posturas, a nossa suposta auto importância, a ilusão de termos qualquer posição de privilégio no Universo, são desafiadas por este pontinho de luz pálida. O nosso planeta é um grão solitário na imensa escuridão cósmica que nos cerca. Na nossa obscuridade, em toda esta vastidão, não há indícios de que vá chegar ajuda de outro lugar para nos salvar de nós próprios.
A Terra é o único mundo conhecido, até hoje, que abriga vida. Não há outro lugar, pelo menos no futuro próximo, para onde a nossa espécie possa emigrar. Visitar, sim. Assentar-se, ainda não. Gostemos ou não, a Terra é onde temos de ficar por enquanto.

Já foi dito que astronomia é uma experiência de humildade e criadora de caráter. Não há, talvez, melhor demonstração da tola presunção humana do que esta imagem distante do nosso minúsculo mundo. Para mim, destaca a nossa responsabilidade de sermos mais amáveis uns com os outros, e para preservarmos e protegermos o "pálido ponto azul", o único lar que conhecemos até hoje.— Carl Sagan
Em homenagem à fotografia, Sagan deu ao título do seu livro de 1994 o nome de Pale Blue Dot.